# ピエール・ルネ・ドリーニュ
ピエール・ドリーニュ（Pierre Deligne、1944年10月3日 - ）はベルギーの数学者。エテルベーク出身。

## 経歴
14歳でニコラ・ブルバキの数学原論を読みこなしていたドリーニュは、ブリュッセル自由大学に入るころは既に大学の数学をすべて終えていた。高等師範学校で数学を学び、23歳でIHÉSの客員教授、26歳でIHÉS教授、34歳のときフィールズ賞を受賞。1984年からはプリンストン高等研究所教授。
そのドリーニュが師事したのが、アレクサンドル・グロタンディークである。彼はグロタンディークが数学をしていた間はグロタンディークに忠実であったが、グロタンディークが数学をやめた後は、グロタンディークのプログラムよりヴェイユ予想の早期の解決に向かい、1974年ヴェイユ予想を解決した。
自らのプログラムが放棄(埋葬)されたことに激怒したグロタンディークはドリーニュを激しく非難した。現在ドリーニュは1988年にグロタンディーク還暦記念論文集を刊行するなど和解に向けて努力している。
ドリーニュ61歳記念カンファレンスには、複数のフィールズ賞受賞者を含むメンバーが揃った。
2013年にアーベル賞を受賞。

## 業績
- Weil予想の解決。
- ラマヌジャン予想の解決。
- デヴィッド・マンフォードとの共同研究でモジュライ空間のコンパクト化。
- ジョージ・ルスティックとの共同研究で幾何学的な既約表現の構成、既約表現の分類。
- Hodge関係の仕事
  - Hodge分解の代数的証明。
  - Deligneのホッジ理論。
  - "重さ"の哲学。
- ザリスキ予想の解決。
- Deligne-Griffiths-Morgan-Sullivanでのケーラー多様体の仕事 。
- ふたつの変形量子化の間の相対コホモロジーの導入。
- Deligne-Serre の定理。モジュラー形式の{\displaystyle l}進表現。
- Deligne-Kazhdan の跡公式。
- Deligne-Mostowの分類。射影直線の配置空間の分類。
- ドリーニュ・コホモロジー（英語版）[2]の構成。
- 多重ゼータ値とモチーフの関係付け
- Beilinson-Deligne、ほか。

## 受賞歴
- 1978年 - 国際数学者会議フィールズ賞
- 1988年 - スウェーデン王立アカデミークラフォード賞
- 2004年 - バルザン財団バルザン賞：数学における様々重要な分野（代数幾何学、代数的および解析的整数論、群論、トポロジー、グロタンディークのモチーフ）での貢献。新しい強力な道具によって有限体上のリーマン仮説（ヴェイユ予想）を証明。
- 2008年 - ウルフ財団ウルフ賞数学部門：混合ホッジ理論、ヴェイユ予想、リーマン・ヒルベルト対応、数論への貢献に対して
- 2013年 - アーベル賞